# Pakembaran (Warungpring)
Pakembaran is een bestuurslaag in het regentschap Pemalang van de provincie Midden-Java, Indonesië. Pakembaran telt 3591 inwoners (volkstelling 2010).